# Університет Поля Сезанна
Університет Поля Сезанна Екс-Марсель III (фр. Université Paul-Cézanne (Aix-Marseille III)) — один з чотирьох французьких університетів, що належать до академії Екс-Марсель. Розташований в регіоні Прованс — Альпи — Лазурний Берег. Разом з університетами Екс-Марсель I та II утворює університетське об'єднання Університет Екс-Марсель.

## Факультети
- Права і політичних наук
- Прикладної економіки
- Науки і техніки
- Інститут адміністрації підприємств
- Інститутський відділ регіонального управління
- Інститут французької мови для іноземців
- Інститут громадського і федерального управління
- Університетський інститут технології